# Douche and a Danish
«Douche and a Danish» es el quinto episodio de la vigésima temporada de la serie animada de televisión norteamericana South Park. Es el episodio número 272 de la serie y fue escrito y dirigido por el cocreador de la misma Trey Parker. Se estrenó en Estados Unidos el 19 de octubre de 2016 en el canal Comedy Central.
Los chicos continúan en su búsqueda del famoso trol «Skankhunt42». Mientras tanto, Gerald se une con los demás trolls para impedir el lanzamiento TrollTrace.com en Dinamarca. Y en el debate presidencial, Herbert Garrison finalmente cruza la línea en su campaña presidencial al querer quedar fuera de la contienda.

## Trama

### Acto 1
La guerra entre los géneros en la escuela está más acalorada que nunca aunque Cartman y Heidi intentan intermediar entre los chicos y las chicas. Por su parte el candidato presidencial Garrison se prepara para presentarse frente a un auditorio lleno de simpatizantes y es aconsejado por uno de sus colaboradores para que tenga mucho cuidado en no hablar mal de las mujeres. Como Garrison quiere perder la competencia por la presidencia, aprovecha para hacer todo lo contrario y dice gran cantidad de ofensas de los inmigrantes, los afroamericanos y del género femenino, pero solamente esto último genera gran rechazo entre las mujeres presentes, muchas de las cuales abandonan el recinto.
Por otro lado, un vídeo producido por los daneses que han desarrollado el proyecto Trolltrace.com, el cual busca eliminar a todos los trolls de Internet, solicita fondos para poder finalizar el programa. Mientras tanto, los Trolls se encuentran reunidos en un auditorio en Colorado para idear una estrategia que puedan protegerlos. "Dildo Shwaggings", reitera que deben permanecer unidos para hacer frente al enemigo común y piensa que "Skankhunt42" esta la clave para ganar esta batalla. 
En la escuela, el Director PC reúne a todos los chicos y les dice que la guerra entre géneros no puede continuar y presenta a Cartman y Heidi quienes tienen una propuesta que puede solucionar las cosas.Dicha propuesta consiste en que todos los chicos de la escuela ayuden al proyecto danés TrollTrace.com que tiene como finalidad acabar con el acoso en Internet. Todos los asistentes al auditorio ven con asombro el trato íntimo entre Cartman y Heidi.
Mientras tanto, el grupo de campaña del candidato Garrison le recrimina su actuación frente al auditorio pues piensan que esto hará perder la presidencia. Garrison subestima las consecuencias negativas de sus actos y sale a dar unas breves explicaciones a sus seguidores, pero estos se encuentran indignados y comienzan a perseguirlo para hacerle pagar por sus actos.
Por su parte, los trolls siguen reunidos y Grerald les explica que una posible solución es utilizar las redes sociales para confundir a las personas y crear una campaña de descrédito en contra de Trolltrace.com.

### Acto 2
En la escuela Heidi explica a sus compañeros de que se trata su campaña de ayuda a los daneses, la cual será denominada "Danishes for denmark" y en ese momento irrumpe el señor Garrison y comienza a dar clase a los alumnos, pero es perseguido por los republicanos quienes lo retiran a la fuerza del salón de clases.
Por su parte Gerald y Dildo llegan a la residencia Broflovsky con el fin de instalar los computadores para iniciar su estrategia contra Trolltrace.com. Dildo ve la vida que lleva Gerald y le pregunta sobre las causas que lo motivan a ser un Troll, y éste le responde que simplemente le parece divertido pero Dildo no cree que esa sea la verdadera causa. Una vez están listos los computadores, comienza la ejecución de la estrategia de difamación a través de Twitter.
Nuevamente en la escuela Cartman y Heidi cantan juntos una canción para motivar a sus compañeros en la campaña de apoyo a los daneses. Los niños y las niñas fabrican pasteles para enviar fondos a Dinamarca mientras continúan observando con asombro la pareja que aquellos conforman.
El señor Garrison logra huir de sus perseguidores y llega al centro comunitario donde se encuentra con Randy Marsh y el grupo de apoyo para adictos a los Member Berries. El señor Garrison dice que todo es su culpa, pero Randy le dice que la verdadera causa de que los estadounidenses quieran votar por él para presidente son esas frutas parlanchinas.

### Acto 3
Gerald y Dildo se enteran de que su estrategia para desacreditar a Dinamarca ha dado resultado y el personal de Trolltrace.com se encuentra abatido por el fracaso de su iniciativa y no ven otra solución que retirarse temporalmente de las redes sociales pare evitar más ataques de los trolls.
En la escuela, todos los estudiantes se encuentran vendiendo sus pasteles y se enteran de que la noche anterior Dinamarca sufrió un ataque de trolls que desprestigió internacionalmente a dicho país por lo que ya nadie quiere colaborar en la lucha contra los trolls. Al sentirse frustrados por su fracaso colectivo los chicos y las chicas comienzan a echarse culpas mutuamente y reinicia la guerra de géneros. Heidi piensa que todo es su culpa por ser ella quien propuso la idea, pero Cartman trata de reconfortarla.
Por otro lado, Randy continúa reunido con el señor Garrison en el centro comunitario de South Park y le explica su teoría según la cual "llega un momento en el desarrollo de los grandes imperios en el cual mirar hacia su pasado glorioso - donde la vida era más simple - parece mejor que avanzar hacia un mundo mas incierto y cambiante" y por esto la gente quiere votar por un hombre fuerte que los proteja como cuando eran niños. Según Randy, esto mismo paso en el imperio romano y ahora sucede en Estados Unidos y detrás de todo parece estar involucrado J.J. Abrams y su proyecto de reencauchar la saga de Stars Wars.
Al final, el presidente de Trolltrace.com recibe una comunicación en vídeo de Cartman y Heidi quienes ofrecen su ayuda para descubrir y castigar a los trolls por todo lo que han hecho.

## Recepción, impacto y calificación

### Recepción
Las críticas del episodio fueron positivas en su mayoría. Para Dan Caffrey de AV Club, el capítulo se centró especialmente en el tema de la campaña presidencial del señor Garrison, el cual fue bien abordado por los escritores de South Park. Sin embargo, los temas de acoso de los trolls por Internet y de la guerra de géneros de los chicos en la escuela no aportaron demasiado a la trama y fueron más flojos. Según Caffrey «a nivel político y cómico, "Douche and a Danish" cede un poco; su sátira de Donald Trump está ligeramente fuera de balance, pero compensa el show con una antigua teoría de la "conspiración del pasado reciente".
Por su parte Jesse Schedeen de IGN afirmó que «Más que nunca, South Park se ha centrado en la continuidad y en construir lentamente sus historias de una semana a la siguiente. Aunque es frustrante no conseguir algún episodio independiente este año, el enfoque orientado a la continuidad está empezando realmente a unir los diversos hilos de la trama». Para Schedeen «Solía ser habitual en cada temporada de South Park contar con solo dos o tres temas recurrentes insertados en el centro de un bloque de episodios independientes. Pero en la temporada veinte, no hay más episodios independientes. Cada nuevo capítulo alimenta en un cuento más grande: el trolling de Dinamarca, el ascenso y caída de la campaña presidencial del Señor Garrison y la guerra entre niños y niñas en la escuela primaria». 
Schedeen resalta varios puntos del episodio: en primer lugar el hecho de que Butters se haya convertido en el líder del movimiento "Salchichas afuera" es probablemente lo mejor de toda la historia. En segundo lugar, piensa que se debe encontrar algo mejor que hacer con Cartman ya que «el emparejamiento de Cartman con Heidi no es realmente memorable, pues es sólo un pretexto para que aquel constantemente repita su numerito de "Las niñas son graciosas"... En este punto, lo mejor que podemos esperar es que Parker y Stone saquen provecho de la faceta dulce de Cartman para que el momento inevitable aflore a la superficie su verdadera naturaleza maleficia con mucho más impacto. Esperemos que la recompensa valga la pena».En tercer lugar, Schedeen opina que la historia de Dinamarca continúa siendo entretenida así como el papel protagónico de Gerald frente a los demás trolls. Por último, afirma que parece ser que una sola fuerza está detrás de la crisis de Dinamarca, la subida y la caída del Señor Garrison y el resurgimiento repentino de los Member Berries. Y esa fuerza es nada menos que JJ Abrams.
Para Jeremy Lambert de 411 Mania «South Park' no podía evitar el argumento presidencial esta semana», pues los debates presidenciales fueron simultáneos al show. Lambert admitió estar confundido con el argumento que relaciona a los Member Berries y a J.J. Abrams con las elecciones presidenciales». Además, consideró que la historia del troll y la escuela se unieron de buena forma.

### Impacto
La audiencia de este episodio en Norteamérica se calculó en millones de espectadores.

### Calificación
| Publicación     | Crítico        | Calificación   |
| --------------- | -------------- | -------------- |
| A.V Club        | Dan Cafrey     | B +            |
| IGN             | Jesse Schedeen | 8.4 (sobre 10) |
| The Den of Geek | Chris Longo    | (sobre 5)      |
| 411Mania        | Jeremy Lambert | 6.7 (sobre 10) |